# عدد سميث
 العدد سميث (بالإنجليزية: Smith number)‏ أو العدد المزحة (بالإنجليزية: Joke number)‏ هو عدد صحيح موجب يحقق كلا الشرطين التاليين:
- أن يكون عدد مركب (غير أولي)
- أن يساوي مجموع أرقام العدد مجموع أرقام المستعملة في تحليله الأولي بدون اعتبار العدد 1 (جميع الأعداد الأولية تحقق هذا الشرط) و بما أن هذا الشرط يعتمد على الأرقام فقد تختلف سلاسل الأعداد السميث حسب نظام العد المستعمل.

مثلا بما العدد 66610 عدد سميث فإن:
{\displaystyle 666=2\cdot 3\cdot 3\cdot 37}
و بذلك {\displaystyle 6+6+6=2+3+3+3+7=18}.
يوجد عدد لانهائي من الأعداد السميث.

## أمثلة
الأعداد السميث الأولى هي: 4, 22, 27, 58, 85, 94, 121, 166, 202, 265, 274, 319, 346, 355, 378, 382, 391, 438, 454, 483, 517, 526, 535, 562, 576, 588, 627, 634, 636, 645, 648, 654, 663, 666, 690, 706, 728, 729, 762, 778, 825, 852, 861, 895, 913, 915, 922, 958, 985, 1086, 1111, 1165... A006753